# Gunnar Lorang
Sven Gunnar Lorang, född 6 mars 1911 i Stockholm, död där 11 februari 1938, var en svensk målare och tecknare.
Han var son till tapetserarmästaren Carl Lorang och Jenny Eklund och från 1937 gift med Tora Johansson. Lorang studerade vid Istituto d'Arte i Florens 1931. Tillsammans med Pelle Åberg ställde han ut i Stockholm 1931 och han medverkade i samlingsutställningar på PUB, Färg och Form och med gruppen De Unga. Tillsammans med Alfred Nilsson utförde han några konserveringsuppdrag och dekorativa uppdrag i svenska kyrkor. Hans konst består av stilleben, porträtt och landskap utförda i olja, gouache eller pastell.